# Le Voyage à travers l'impossible
Pour plus de détails, voir Fiche technique et Distribution.
Le Voyage à travers l'impossible est un film réalisé par Georges Méliès, sorti en 1904.
Le film est librement inspiré de la pièce de théâtre éponyme de Jules Verne et Adolphe d'Ennery.

## Synopsis
L'ingénieur Maboulof présente un magnifique projet à l'Institut de géographie incohérente : avec un véhicule révolutionnaire dont il est le concepteur, l'automaboulof, il se propose d'emmener les membres non pas sur la lune mais carrément sur le soleil. Proposition adoptée à l'unanimité mais le voyage, on s'en doute, ne sera pas de tout repos.

## Fiche technique
- Titre original:Le Voyage à travers l'impossible
- Réalisation, production et distribution : Georges Méliès
- Scénario : Georges Méliès, d'après la pièce homonyme de Jules Verne et Adolphe d'Ennery (1882)
- Cheffe coloriste : Madame Thuillier
- Société de production et de distribution : Star Film
- Budget : 37500 francs
- Pays d'origine : France
- Format : Noir et blanc coloré par les ateliers de Vincennes, 35 mm, 1,33.1, muet
- Genre : science-fiction, fantastique, comédie
- Durée 24 minutes
- Langue originale : intertitres enFrançais
- Tourné au Studio de Montreuil, 1 rue François Debergue, à Montreuil, Seine Saint-Denis.
- Date de sortie en France : 31 juillet 1904

## Interprétation
- Georges Méliès : l'ingénieur Maboulof
- Fernande Albany : Madame Labrouille
- Jehanne d'Alcy : une villageoise
- May de Lavergne : une infirmière de l'hôpital en Suisse

## Analyse
On a souvent parlé de montage à propos des scènes qui se succèdent dans les films de Méliès dès 1899. En fait, Meliès préfère conserver le dispositif théâtral qui permet de passer d'une scène à une autre tout en restant dans le même lieu : son studio, identique à une salle de music-hall. D'ailleurs, il appelle tableau ce qui s'appellera plus tard un plan, donc la pellicule enregistrée, du démarrage de la caméra à son arrêt (à l'époque, la contenance d'une caméra ne dépasse pas la possibilité d'une minute de prise de vues). La technique du film est pour Méliès un moyen économique et génial de fixer une fois pour toutes une suite de tableaux, reliés, comme il le dit, par « ce qu’il nomme un changement à vue, selon la dénomination théâtrale. Comme si d’habiles machinistes, au vu et au su du public, remplaçaient vite fait une feuille de décor par une autre. »
Dans le studio de Méliès, il n'y a ni cintre ni dessous, un personnage qui doit apparaître n'utilise pas un élévateur de fosse, on arrête la caméra au cours de la prise de vues, et tandis que les autres comédiens évitent de bouger, le personnage se dispose à l'endroit prévu, et le tournage reprend : le personnage apparaît ainsi comme par enchantement et se mêle à l'action qui se poursuit. Les soudures à l'acétone sur la pellicule, dites collures, permettent de supprimer les images surexposées dues au ralentissement de la caméra avant son arrêt et celles qui sont formées par le redémarrage de l'appareil. Pas vu pas pris, le trucage est parfait! C'est la technique de l'arrêt de caméra. Georges Sadoul est le premier à souligner dans son histoire du cinéma que « ces truquages furent tous employés comme les ersatz de certains procédés théâtraux, que l'absence de machinerie rendait impossible à Montreuil. »
Mais à aucun moment de sa carrière, Georges Méliès n'est conscient que son récit gagnerait en force et dynamisme s'il multipliait le nombre de prises de vues sur un même décor, en changeant d'axe, des prises de vues qu'il pourrait ensuite relier l'une à l'autre par collures (le montage justement). Il a pourtant le modèle de ses amis britanniques, Robert W. Paul, George Albert Smith et James Williamson (réunis sous l'appellation « l'école de Brighton » par Georges Sadoul), dont il connaît notamment les chase films, les films de poursuite où les personnages courent d'une rue à l'autre, passant dans le même élan d'un décor réel à un décor peint, entraînant le spectateur dans un plaisir renouvelé. Et tous leurs films où apparaissent les premiers gros plans du cinéma, les premières ellipses temporelles (que sait faire aussi Méliès), les premiers champ-contrechamps, et bien entendu les premiers véritables montages...
La réalisation de Méliès est toujours centrée sur l'équation : un lieu = un tableau = une unique prise de vue en pied (Plan moyen, ou Medium Long Shot) qui prévaut encore dans le cinéma de l'époque, hormis chez les Anglais qui en ont développé la palette. Une illustration étonnante est présente justement dans Le Voyage à travers l'impossible, lors d'un arrêt du train dans une gare : 
- Une première prise de vues, située à l'intérieur d'un wagon, montre les voyageurs assis. Par les fenêtres, on voit que le train entre en gare et s'arrête. Les voyageurs se lèvent, récupèrent leurs bagages et sortent. Le wagon est bientôt vide.
- Une seconde prise de vues montre, vu de l'extérieur sur le quai, le train qui arrive en gare et s'immobilise. Les mêmes voyageurs descendent du wagon avec leurs bagages. Le wagon se vide.

Méliès est prisonnier de ce principe : l'intérieur du wagon et l'extérieur sur le quai sont deux décors. L'action prévue, qui se situe dans ces deux décors, doit être montrée deux fois. L'idée ne lui vient pas de mélanger les deux prises de vues pour gagner en rythme, et ce redoublement de l'action ne le perturbe pas. À sa décharge, quand le cinéaste américain Edwin Stanton Porter (réalisateur du grand succès The Great Train Robbery) monte son film Vie d’un pompier américain (Life of an American Fireman, 1903), lui aussi est prisonnier du même principe : 
- Une première prise de vues, située à l'intérieur d'une chambre menacée par un incendie, montre une mère qui se désespère avant de s'évanouir, et sa fillette, puis un pompier qui, perché sur une échelle à l'extérieur, brise la fenêtre, charge la femme sur ses épaules, disparaît par l'échelle, puis réapparaît, prend la fillette oubliée et redescend par l'échelle.
- Une seconde prise de vues, située à l'extérieur du bâtiment en feu, montre l'arrivée des pompiers, l'échelle que l'on dresse, le pompier qui monte, il sauve la mère qui, arrivée au sol, désigne, désespérée, la fenêtre. L'homme remonte, passe par la fenêtre, ressort avec la fillette et redescend, remercié par la mère.

Ici aussi, il y a doublon. Pourtant, dès 1901, dans son film Au feu! (Fire !), que Porter et Méliès ont vu, James Williamson sait déjà comment on peut mélanger alternativement l'extérieur et l'intérieur, selon l'intérêt de l'action. Comme le remarque Sadoul, « en 1900, George Albert Smith était encore avec James Williamson à l'avant-garde de l'art cinématographique. ».

## Photogrammes tirés du film

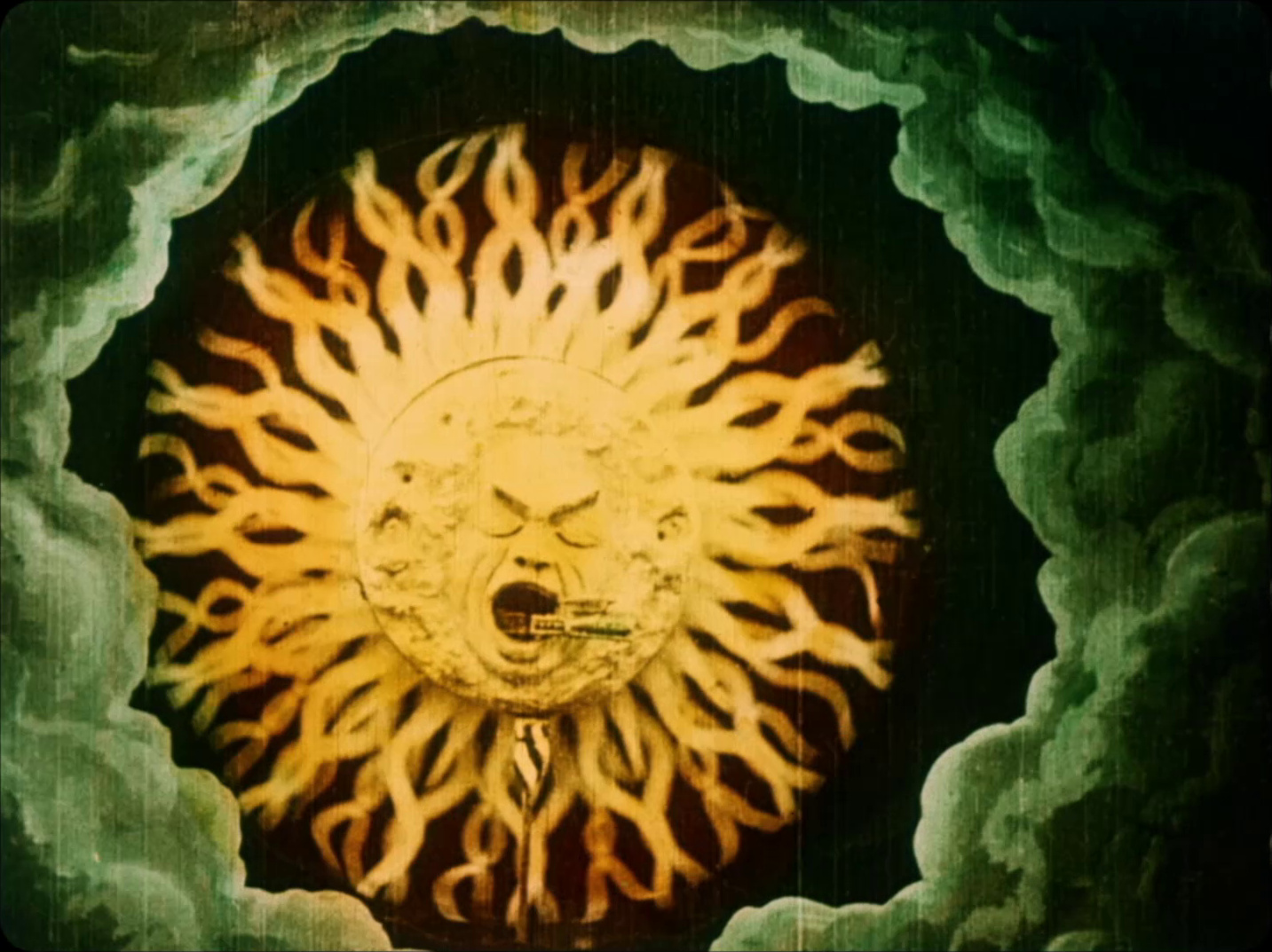
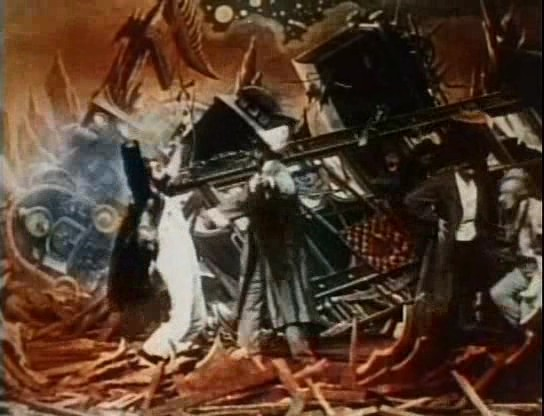
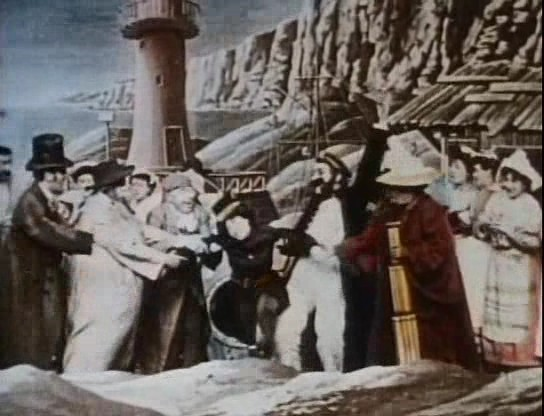